# Gulzar
Gulzar, pseudonimo di Sampooran Singh Kalra, noto anche come Gulzar Saab (Dina, 18 agosto 1934), è un paroliere, poeta, regista, sceneggiatore e scrittore indiano.
Nel corso della sua carriera ha vinto 5 National Film Awards, 21 Filmfare Awards, un Premio Oscar ("miglior canzone originale" nel 2009 per il testo di Jai Ho), un Grammy Award (2010 nella categoria "Best Song Written For Motion Picture, Television Or Other Visual Media" per Jay Ho). Inoltre è stato insignito del Padma Bhushan nel 2004, del Sahitya Akademi Award e del Premio Dadasaheb Phalke.

## Filmografia parziale da regista
- Mere Apne (1971)
- Koshish (1972)
- Parichay (1972)
- Achanak (1973)
- Aandhi (1975)
- Khushboo (1975)
- Mausam (1975)
- Kinara (1977)
- Kitaab (1977)
- Meera (1979)
- Sahira (1980)
- Namkeen (1982)
- Angoor (1982)
- Suniye/Aika (1984)
- Ek Akar (1985)
- Ijaazat (1987)
- Libaas (1988)
- Lekin... (1990)
- Maachis (1996)
- Hu Tu Tu (1999)